# Alfred Haensch
Max Alfred Haensch (* 19. Juni 1879 in Dresden; † 6. Februar 1946 ebenda) war ein deutscher Porträt- und Landschaftsmaler.

## Leben
Alfred Haensch studierte an der Dresdner Kunstakademie von 1900 bis 1906 und von 1915 bis 1919, und zwar ab 1903 im Malsaal von Oskar Zwintscher, 1906 im Meisteratelier von Gotthardt Kuehl und von 1915 bis 1919 im Atelier von Robert Sterl. Seine ersten Gemälde stellte er 1905 zusammen mit seinem Kommilitonen Karl Hanusch in Emil Richters Kunstsalon in Dresden aus. Von 1910 bis 1912 arbeitet er in der Villa Strohl-Fern in Rom.
Haensch wohnte und arbeitete in Dresden, abgesehen von kurzen Studienaufenthalten mit Karl Hanusch auf Sylt im Haus von Ferdinand Avenarius (1904 und 1907), in Mähren (1907 und 1908) und in Willingshausen (1919, 1937, 1938 und 1940). Auf der Großen Dresdner Kunstausstellung war er mit dem Ölgemälde Auf Hiddensee vertreten. In der Zeit des Nationalsozialismus war Haensch Mitglied der Reichskammer der bildenden Künste. 1939 war er auf der Großen Deutschen Kunstausstellung in München mit drei Landschaftszeichnungen aus Kampen auf Sylt vertreten.
Zu Haenschs Freundeskreis gehörten neben Karl Hanusch und dessen Frau Julie Hanusch die Maler Johannes Maximilian Avenarius, Richard Birnstengel, Arnold Busch, Reinhold Klaus, Hermann Lange, Ernst Müller-Gräfe (1879–1954) und Heinrich Olsen.